# Portrait de jeune homme (Veneziano)
Pour les articles homonymes, voir Portrait de jeune homme.
Portrait de jeune homme – en italien Ritratto maschile di profilo – est un tableau de la Renaissance italienne désormais attribué au peintre Domenico Veneziano mais longtemps considéré comme une œuvre de Paolo Uccello, d'où son titre alternatif, L'Inconnu d'Uccello. Réalisée vers 1440-1442, cette peinture a tempera sur bois est le portrait en buste d'un  jeune homme coiffé d'un mazzocchio (it), aperçu par son profil gauche. Acquise en 1886, elle constitue l'un des chefs-d'œuvre du musée des Beaux-Arts de Chambéry, à Chambéry, en France, et elle est dès lors surnommée La Joconde de Chambéry.
En 1996, le maire de la commune André Gilbertas imagine son vol dans un roman policier qu'il intitule L'Inconnu d'Uccello. Le 16 janvier 1999, le tableau est effectivement subtilisé dans des circonstances similaires à celles décrites dans la fiction, ce qui conduit à faire de l'auteur un suspect. La toile est finalement retrouvée sur un parking à Aix-les-Bains, le cambrioleur n'ayant manifestement aucun rapport avec l'édile.